# Hal McKusick
Hal McKusick (Medford, 1º giugno 1924 – 11 aprile 2012) è stato un sassofonista e clarinettista statunitense.

## Discografia
Leader
Leader
- 1955 - Hal McKusick Plays / Betty St. Clair Sings - Jubilee
- 1955 - East Coast Jazz Series No. 8_Quartet - Bethlehem
- 1955 - In a Twentieth-Century Drawing Room - RCA Victor
- 1956 - Jazz at the Academy - Coral
- 1956 - The Jazz Workshop  - RCA Victor
- 1957 - Hal McKusick Quintet - Coral
- 1957 - Triple Exposure - Prestige
- 1958 - Cross Section-Saxes - Decca

Sideman
con Don Elliott
- Don Elliott Sings (Bethlehem, 1955)
- Mellophone (Bethlehem, 1955)
- The Mello Sound (Decca, 1958)
- Music for the Sensational Sixties (Design, 1958)
- Love Is a Necessary Evil (Columbia, 1962)

con Elliot Lawrence
- Plays Gerry Mulligan Arrangements (Fantasy, 1956)
- Plays Tiny Kahn and Johnny Mandel Arrangements (Fantasy, 1956)
- Swinging at the Steel Pier (Vogue, 1956)
- Big Band Modern (Jazztone, 1957)

con George Russell
- The Jazz Workshop (RCA Victor, 1957)
- New York, N.Y. (Decca, 1959)
- Jazz in the Space Age (Decca, 1960)